# Maxim Pawlowitsch Korostyschewski
Maxim Pawlowitsch Korostyschewski (russisch Максим Павлович Коростышевски, wiss. Transliteration Maksim Pavlovič Korostyševski; * 1. Februar 1968 in Sankt Petersburg, RSFSR, Sowjetunion) ist ein russischer Filmregisseur und Filmproduzent.

## Leben
Korostyschewski absolvierte 1992 die Schauspielabteilung der Shchukin Theatre School in Moskau. 2003 veröffentlichte er als Produzent den Film Igra v modern. Er ist mit der russischen Schauspielerin Oxana Witaljewna Korostyschewskaja verheiratet. Das Paar hat drei Töchter. Bekanntheit erlangte er 2012 durch den US-amerikanisch-russischen Actionfilm Soldiers of Fortune, in denen Schauspielgrößen wie Sean Bean, Dominic Monaghan oder James Cromwell auftraten. Seine Frau übernimmt hier außerdem eine Charakterrolle.

## Filmografie (Auswahl)

### Regie
- 2003: Igra v modern (Игра в модерн)
- 2005: Dura (Дура)
- 2012: Soldiers of Fortune

### Produktion
- 2005: Dura (Дура)
- 2012: Sex and Breakfast (Секс и завтрак) (Kurzfilm)